# Lennart Meri
Lennart Georg Meri (født 29. marts 1929, død 14. marts 2006) var Estlands præsident fra 1992 til 2001.
Som søn af en diplomat tilbragte han sin barndom i forskellige europæiske lande, men blev i sovjettiden som 12-årig i en periode deporteret til Sibirien med sin familie og måtte arbejde som skovhugger.
Han blev siden uddannet historiker og virkede, på grund af undervisningsforbud, som dramatiker, radioproducer, forfatter af historiske og etnografiske værker og instruktør af dokumentarfilm fra videnskabelige rejser i Sibirien. Han var medforfatter til manuskriptet til en af Estlands mest populære film Viimne reliikvia (1969).
Inden for politik bestred han poster som udenrigsminister og ambassadør og i to perioder som Estlands præsident.
Tallinn Lufthavn blev i 2009 opkaldt efter ham.